# Natcaféens Dronning
Natcaféens Dronning er en dansk stum dramafilm fra 1912 produceret af Filmfabrikken Skandinavien. Filmens instruktør er ukendt. 
Filmen havde dansk premiere den 23. april 1912 i Kæmpe-Biografen.

## Handling
En succesfuld forretningsmand lader sig indfange i en slet kvindes garn og bliver skilt fra sin hustru. Forretningsmanden bringens til randen af fallit som følge af fejlslagne spekulationer, og kvinder - med tilnavnet Natcaféens Dronning - finder interesse i en anden og forlader ham. Fattig og ensom møder han sin tidligere hustru, der tilgiver ham, og han begynder et nyt kapitel i sit liv.

## Medvirkende
- Holger Pedersen (Gissemand)